# Henri Besairie
Henri-Michel Edouard Besairie (* 16. März 1898 in Castres (Tarn); † 22. Mai 1978 in Antananarivo) war ein französischer Geologe und langjähriger Leiter des geologischen Dienstes von Madagaskar.

## Leben
Besairie wurde als Sohn eines Philosophieprofessors in Castres geboren. Er besuchte das Lyzeum in Castres und studierte anschließend Geologie bei Charles Jacob an der École du Pétrole der Universität Toulouse. Nach dem Abschluss seines Studiums reiste er 1922 erstmals nach Madagaskar und wurde als Geologe beim geologischen Dienst (Service géologique) eingestellt. Im folgenden Jahr gründete er das noch heute existierende Geologie-Museum im Stadtteil Ampandrianomby von Antananarivo.
Seine frühen Feldstudien in Madagaskar fasste er in seiner 1930 eingereichten Dissertation mit dem Titel Recherches géologiques à Madagascar: contribution à l’étude des ressources minérales zusammen, mit der er an der Universität Toulouse zum Ingénieur-Docteur promoviert wurde. Im gleichen Jahr erhielt er eine Festanstellung beim geologischen Dienstes von Madagaskar, dessen Leiter er von 1947 bis zu seiner Pensionierung im Jahre 1967 war. Ende der 1930er-Jahre verließ er Madagaskar für einige Monate und arbeitete an der Französischen Somaliküste.
In den 1950er-Jahren begann Besairie ein geologisches Kartierungsprogramm, bei der das gesamte Land systematisch aufgenommen wurde. Hierzu baute er den Geologischen Dienst Madagaskars personell stark aus, 1948 arbeiteten unter seiner Leitung 48 Personen, im Jahre 1957 waren es 187. Er rief 1962 eine „Woche der Geologie“ ins Leben, bei der französische und madagassische Geologen ihre Ergebnisse in Vorträgen vorstellten. Diese Veranstaltung wurde jährlich bis 1971 fortgesetzt und die Ergebnisse wurden in Symposiumsbänden, den Comptes Rendus de la Semaine Géologique, publiziert. Neben der wissenschaftlichen Erforschung Madagaskars widmete sich Besairie vor allem der angewandten Geologie, der Erkundung verschiedener Erz- und Minerallagerstätten, um die wirtschaftlichen Entwicklung des Landes zu fördern. Noch 1973 gab er ein aus 13 Blättern bestehendes Kartenwerk, den Carte Potentiel de Minier, im Maßstab 1:500.000 heraus, auf dem alle bekannten Erz- und Mineralvorkommen, gegliedert nach ihrer wirtschaftlichen Bedeutung und zusammengefasst in Bergbaudistrikten, dargestellt wurden.

## Ehrungen
- 1938 Mitglied der Académie des Sciences d’Outre-Mer (vormals Académie des sciences coloniales)[2]
- 1946 Mitglied der Académie Malgache[3]
- 1948 Korrespondierendes Mitglied der Académie des sciences[4]
- 1957 Offizier der Ehrenlegion
- Der Ammonit Cleoniceras (Grycia) besairiei COLLIGNON wurde 1949 nach Besairie benannt

## Werke (Auswahl)
Besairie verfasste über 200 Monographien, Zeitschriften- und Buchbeiträge. Darüber hinaus war er als kartierender Geologe, später als Herausgeber an den geologischen Kartenwerken Madagaskars 1:200.000 und 1:100.000 beteiligt. Hieraus kompilierte er die geologischen Übersichtskarten 1:500.000 (8 Blätter) und 1:1.000.000 (3 Blätter).
- Fossiles caractéristiques du Nord et du Nord-ouest de Madagascar (1932)
- Monographie géologique du Sénégal: compilation, étude critique, essai de mise au point (1943)
- Carte géologique de la côte française des Somalis, à l’échelle du 1/500.000e: Notice explicative (1946)
- La Côte Française des Somalis (1947)
- Le Précambien de Madagascar (1954)
- Le système crétace à Madagascar, mit Maurice Collignon (1956)
- Lexique Stratigraphique International Volume IV, Afrique Fascicule 11, Madagascar. Congrès géologique international-Commission de stratigraphie. Gemeinsam mit M. Collignon (1956)
- Lexique Stratigraphique International Volume IV, Afrique Fascicule 11, Madagascar (supplément). Congrès géologique international - Commission de stratigraphie. Gemeinsam mit M. Collignon (1960)
- Gîtes minéraux de Madagascar (1966)
- Description géologique du massif ancien de Madagascar (1970–1973)
- Géologie de Madagascar 1, Les Terrains sédimentaires, mit Maurice Collignon (1971)
- Précis de géologie malgache (1973)